# 元泰
元泰（504年—528年5月17日），字昌，一字达磨，河南郡洛阳县（今河南省洛阳市东）人，魏献文帝拓跋弘之孙，丞相、高阳王元雍次子，北魏宗室、官员。

## 生平
元泰很受当时人的称赞，又因为是北魏宗室精英，受到皇帝的优待，以通直散骑常侍为起家官，转任散骑常侍。母亲崔太妃去世后，元泰为母亲守丧，服丧结束后出任太常卿，很快升任使持节、都督广州诸军事、镇东将军、广州刺史，元泰坚决拒绝不接受。建义元年岁次戊申四月乙酉朔十三日己丑（528年5月17日），元端与父亲元雍都在河阴之变中遇害，元泰时年虚岁二十五，魏孝庄帝元子攸追赠使持节、侍中、太尉公、骠骑大将军、定州刺史，谥号文孝王，以太牢祭祀，永安三年岁次庚戌二月丁未朔十四日庚申（530年3月28日）迁葬于北邙山下。

## 家庭

### 祖父
- 拓跋弘，魏献文帝[1]

### 父母
- 元雍，北魏丞相、高阳王[1]
- 博陵崔氏，崔显妹[1]

### 兄弟姐妹
- 元端，北魏散骑常侍、镇东将军、金紫光禄大夫、安德文公
- 元叡，北魏光禄少卿、济北郡王
- 元诞，东魏侍中、车骑大将军、仪同三司、司州牧、昌乐文献王
- 元勒叉，东魏镇远将军、散骑侍郎、阳平县伯
- 元亘，东魏镇远将军、散骑侍郎、濮阳县伯
- 元伏陀，东魏镇远将军、散骑侍郎、武阳县伯
- 元弥陀，东魏镇远将军、散骑侍郎、新阳县伯
- 拓跋育，西魏使持节、大将军、大都督、淮安王，北周淮安思公
- 元居罗，东魏镇远将军、散骑侍郎、卫县伯
- 元氏，嫁北魏司州别驾郑幼儒
- 元氏，嫁北齐散骑常侍、光禄大夫崔仲文
- 元氏，嫁北魏安南将军、光禄大夫皇甫玚

### 子女
- 元斌，北齐右光禄大夫、高阳县公
- 拓跋善，北周使持节、骠骑大将军、开府仪同三司、给事黄门侍郎、左卫将军、义安章公[4]
- 元静仪，东魏东海公主
- 元玉仪，东魏琅邪公主